# Тодд (округ, Южная Дакота)
Округ Тодд (англ. Todd County) располагается в штате Южная Дакота, США. Официально образован в 1909 году. По состоянию на 2010 год, численность населения составляла 9612 человек.

## География
По данным Бюро переписи США, общая площадь округа равняется 3602 км2, из которых 3595 км2 суша и 7 км2 или 0,2 % это водоёмы.

## Население
По данным переписи населения 2000 года в округе проживает 9 050 жителей в составе 2 462 домашних хозяйств и 1 917 семей. Плотность населения составляет 3,00 человека на км2. На территории округа насчитывается 2 766 жилых строений, при плотности застройки около 1,00-го строения на км2. Расовый состав населения: коренные американцы (индейцы) — 85,60 %, белые — 12,57 %, афроамериканцы — 0,09 %, азиаты — 0,14 %, гавайцы — 0,00 %, представители других рас — 0,21 %, представители двух или более рас — 1,38 %. Испаноязычные составляли 1,52 % населения независимо от расы.
В составе 48,90 % из общего числа домашних хозяйств проживают дети в возрасте до 18 лет, 35,20 % домашних хозяйств представляют собой супружеские пары проживающие вместе, 31,80 % домашних хозяйств представляют собой одиноких женщин без супруга, 22,10 % домашних хозяйств не имеют отношения к семьям, 18,90 % домашних хозяйств состоят из одного человека, 5,20 % домашних хозяйств состоят из престарелых (65 лет и старше), проживающих в одиночестве. Средний размер домашнего хозяйства составляет 3,62 человека, и средний размер семьи 4,09 человека.
Возрастной состав округа: 44,00 % моложе 18 лет, 10,40 % от 18 до 24, 25,10 % от 25 до 44, 14,80 % от 45 до 64 и 14,80 % от 65 и старше. Средний возраст жителя округа 22 лет. На каждые 100 женщин приходится 97,90 мужчин. На каждые 100 женщин старше 18 лет приходится 92,30 мужчин.
Средний доход на домохозяйство в округе составлял 20 035 USD, на семью — 19 533 USD. Среднестатистический заработок мужчины был 20 993 USD против 21 449 USD для женщины. Доход на душу населения составлял 7 714 USD. Около 44,00 % семей и 48,30 % общего населения находились ниже черты бедности, в том числе — 57,60 % молодежи (тех, кому ещё не исполнилось 18 лет) и 33,50 % тех, кому было уже больше 65 лет.